# El desafiament de les àguiles
El desafiament de les àguiles (títol original en anglès Where Eagles Dare) és una pel·lícula britànico-estatunidenca dirigida per Brian G. Hutton, estrenada el 1968 i doblada al català.

## Argument
El 1944, un escamot britànic és llençat en paracaigudes a Àustria, a prop del poble de Werfen, en el land de Salzburg (en els Alps austríacs a menys de 40 km al sud-est de Berchtesgaden i del niu d'àguiles de Hitler a Baviera) per recuperar un general americà, presoner en la fortalesa nazi de Hohenwerfen (el castell de les àguiles). L'anglès John Smith és el cap de l'expedició, formada per set homes i una dona, que serà la primera a introduir-se al castell, fent-se passar per una cambrera. Però sembla que alguns juguen doble joc, o més...

## Repartiment
- Richard Burton: Major Jonathan Smith
- Clint Eastwood: Tinent Morris Schaffer
- Mary Ure: Mary Elison
- Patrick Wymark: Coronel Wyatt Turner
- Michael Hordern: Rolland
- Donald Houston: Capità James Christiansen
- Peter Barkworth: Edward Berkeley
- William Squire: Capità Philip Thomas
- Robert Beatty: General George Carnaby
- Brook Williams: Sergent Harrod
- Neil McCarthy: Sergent Jock MacPherson
- Vincent Ball: Carpenter
- Anton Diffring: SS-Standartenführer Kramer
- Ferdy Mayne: General Rosemeyer
- Derren Nesbitt: SS-Sturmbandführer Von Hapen
- Ingrid Pitt: Heidi

## Al voltant de la pel·lícula
- Aquesta pel·lícula va inspirar la cançó d'Iron Maiden del mateix nom que la pel·lícula (Where Eagles Dare ) a l'àlbum Piece of Mind  (1983).
- El trimotor Ju 52 que es veu al començament i al final és un dels tres que té l'aviació suïssa i que manté amb molta cura. Per a la pel·lícula va ser repintat seguint les fotos i esquemes publicats a partir de 1962 per l'historiador especialitzat Balcke. Va mantenir aquesta decoració durant molts anys, pels turistes. Remarcar que Iron Maiden  era el malnom donat pels anglesos al Ju 52.
- L'helicòpter alemany igualment destruït pels herois és una pura invenció dels guionistes. La Luftwaffe va tenir una esquadrilla d'helicòpters però només a partir de febrer de 1945 i el model n'era molt diferent (birotor); el salvament a muntanya va ser el seu únic ús.